# Эйвинд Погубитель Скальдов
Эйвинд Погубитель Скальдов (норв. Eyvindr skáldaspillir; приблизительно 915 или 920-е годы — приблизительно 990 или 990-е годы) — норвежский скальд, приближённый короля Хакона Доброго. Автор «Речей Хакона» и «Перечня Халейгов», считается последним из выдающихся придворных поэтов Норвегии.

## Биография
Эйвинд принадлежал к норвежской аристократии. Он родился, по разным версиям, приблизительно в 915 году или в 920-х годах в семье Финна Эйвиндссона и Гуннхильд, дочери ярла Хальвдана и Ингибьёрг, внебрачной дочери короля Харальда Прекрасноволосого (о Хальвдане больше ничего не известно). Эйвинд стал скальдом и за многочисленные заимствования у своих предшественников получил прозвище Погубитель Скальдов. Отрицательные коннотации у этого прозвища появились только в поздних источниках, изначальный смысл остаётся не вполне ясным: исследователи отмечают, что произведения Эйвинда скорее выделяются своей оригинальностью. По ещё одной версии, «погубитель» означает «затмивший своей славой».
Долгое время Эйвинд находился в окружении короля Хакона Доброго. Он сражался с сыновьями Эйрика Кровавая Секира при Фитьяре, где Хакон был смертельно ранен (приблизительно в 960 году), и после этого сочинил «Речи Хакона» — хвалебную песнь в эддическом стиле, в которой боги встречают погибшего в Валгалле. Победитель, Харальд Серая Шкура, сделал Эйвинда своим скальдом, но тот служил неохотно и питал к этому королю неприязнь, что нашло отражение в ряде его вис. В итоге натянутые отношения превратились в открытую вражду. Однажды скальд написал драпу о жителях Исландии, и это произведение имело такой успех на острове, что исландцы сообща подарили Эйвинду серебряную пряжку; тот продал эту драгоценность и купил скота, так как год был голодным.
В борьбе между сыновьями Эйрика и ярлом Хладира Хаконом Могучим Эйвинд встал на сторону последнего, находившегося с ним в близком родстве сразу по нескольким линиям. В глубокой старости он написал «Перечень Халейгов» — хвалебную песнь в адрес Хакона, в которой перечисляются 27 поколений предков этого правителя вплоть до Одина. Таким образом, он показал ярла человеком не менее знатным, чем короли из рода Инглингов, возводившие свою генеалогию к Фрейру. Скальд умер приблизительно в 990 году или несколько позже. В источниках упоминается его сын Харек с Тьотты.
Произведения Эйвинда сохранились в составе «Круга Земного» — цикла «королевских саг», который приписывают Снорри Стурлусону. Эйвинд считается последним из выдающихся придворных поэтов Норвегии.